# 체스 레코드

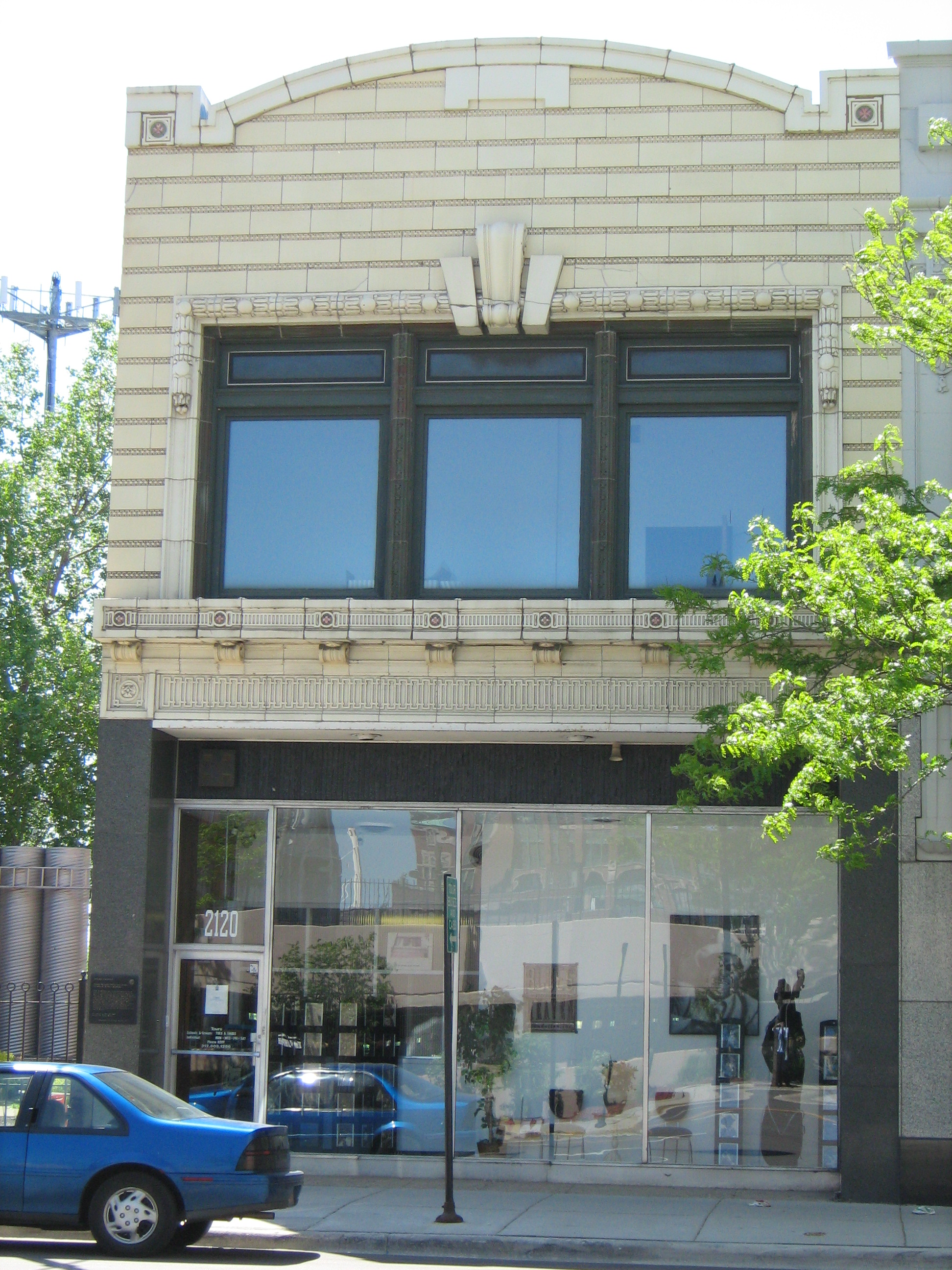

체스 레코드(Chess Records)는 1950년 시카고에서 창립, 블루스 및 리듬 앤 블루스에 주력한 미국의 음반사다. 이후로 솔 음악, 복음성가, 로큰롤, 재즈, 희극녹음까지를 다루었으며 체스, 레커, 아르고, 카데트 레이블에서 발행했다. 체스 레코드의 곡은 현재 유니버설 뮤직 그룹에 귀속돼 게펜 레코드에서 관리 중이다. 폴란드 출신의 유대계 이민자 형제 레오나드 체스와 필 체스가 창건했다.
록 음악의 캐논으로 평가되는 싱글과 음반을 다수 제작 및 배급했다. 음악가 겸 평론가 커브 코다는 체스를 "미국 유수의 블루스 레이블"로 형용한다.
체스는 시카고는 궐초에 사우스 코테이지 그루브 가의 두 지역에서 시작되어 남부 각지에 근거를 설립했다. 레이블의 가장 유명한 장소는 1956년에서 1965년까지 운영된 2120 사우스 미시간 가로, 1964년 롤링 스톤스의 첫 미국 순회공연 시에 여기서 기악부가 녹음된 〈2120 South Michigan Avenue〉으로 불멸화되었다. 스톤스는 후로 체스 스튜디오에서 두 번 녹음을 진행했다. 현재 이 건물은 윌리 딕슨의 블루스 헤븐 재단의 사유지로 되어 있다. 1960년 중엽 더 큰 빌딩이 위치한 320 이스트 21번가로 이전, 이곳은 시카고에 위치한 체스의 마지막 사옥이 되었다.